# Roman Doubrovkine
Roman Doubrovkine (en russe Роман Дубровкин, né le 26 juillet 1953 à Oufa, URSS) est traducteur de prose et de poésie, et critique littéraire suisse de langue maternelle russe.

## Activité professionnelle
En 1975, Roman Doubrovkine obtient un diplôme de traducteur et d'enseignant à l'Institut pédagogique des langues étrangères de Gorki. Par la suite, il collabore, en tant que traducteur, avec les plus grandes maisons d'édition de Moscou. Établi en Suisse, il y soutient une thèse de doctorat inspirée par les travaux et l’amitié d’Efim Etkind et écrite sous la direction de Georges Nivat. Il a enseigné la traduction à l’Université de Genève de 1996 à 2018.

## Publications
Polyglotte et érudit, il débute en 1977 dans la prestigieuse collection « La Bibliothèque de la littérature mondiale ». Parmi les nombreux poètes qu’il a traduits, on trouve les britanniques et les américains Thomas Moore, P. B. Shelley, Edgar Allan Poe, Henry Longfellow, Rudyard Kipling, W. B. Yeats, R. Frost ; les allemands H. Heine, K. Brentano, J. von Eichendorff et autres auteurs romantiques et modernes ; les grecs C. Cavafy, G. Seféris, Y. Rítsos, K. Varnalis ; les italiens Pétrarque, Michel-Ange, le Tasse. Ces derniers sont publiés dans son anthologie bilingue « Poésie italienne traduite par les poètes russes. XIII-XIXe siècles » (« Poesia italiana tradotta da poeti russi. XIII-XIX secoli », Radouga, Moscou, 1992), premier ouvrage de cette envergure en Russie.
Du français il a publié, parmi beaucoup d’autres, des vers de Ronsard, Victor Hugo, Lamartine, Arthur Rimbaud, Albert Samain ainsi que ceux du célèbre poète québécois Emile Nelligan. Il a également traduit « La Jeune Parque » ainsi que des poèmes de style symboliste de Paul Valéry publiés dans un livre qui a fait date (« Poésies choisies », Rousskiï Pout, Moscou, 1992). Dans un florilège, intitulé « Le faune au miroir » (Rousskiï impulse, Moscou, 2008) d’après un poème d’Henri de Régnier, il a donné un beau choix d’œuvres de poètes fin de siècle, tels que Saint-Pol-Roux, Stuart Merrill, Francis Vielé-Griffin, Pierre Louÿs, Paul Claudel et beaucoup d’autres. Toutefois son œuvre majeure qui reste la référence en la matière est l’édition bilingue de la poésie complète de Stéphane Mallarmé (Radouga, Moscou, 1995)  ; elle comprend la traduction de l’œuvre poétique, mais aussi des poèmes en prose et d’« Igitur », assortie de commentaires. Il est également l’auteur d’un livre consacré à la réception de l’œuvre de Stéphane Mallarmé en Russie et d'articles sur les liens culturels entre la Russie et la France. 
Il a, en outre, édité de nombreuses anthologies de prose et de poésie, notamment « Le Sonnet français » (Tekst, Moscou, 2017), et publié, en 2004, la correspondance entre le poète russe Valéry Brioussov et le fondateur de la « poésie scientifique » René Ghil. 
L'ouvrage le plus important est sa traduction russe du poème du Tasse « La Jérusalem délivrée » (Ivan Limbakh, Saint-Pétersbourg, 2020).
Lauréat du prix « Master », décerné par l'Association des « Maîtres de la traduction littéraire », en 2014.

### Ouvrages
- (ru) Stephane Mallarmé et la Russie, Bern, Peter Lang, 1998, 565 p.
- Correspondance entre René Ghil et Valéri Brioussov: 1904-1915 (Рене Гиль – Валерий Брюсов. Переписка. 1904 – 1915), publication, préface et notes de Roman Doubrovkine, traduction du français de Roman Doubrovkine, Iris Grigoriev et E. Smagina-Varone, préparation du texte français par Pascale Müller, Saint-Pétersbourg, Akademitcheski proekt, 2005, 512 p.

### Articles
- (ru) Juste un poème… Atelier de traduction poétique (Всего одно стихотворение... Мастерская художественного перевода). – L’Enseignement littéraire (Literaturnaïa outchioba), 1987, No. 5.
- (ru) La version allemande de la mélopée « L’Homme ». Une tentative d'interprétation (Немецкая версия мелопеи «Человек»). – Cahiers du monde russe, 1994, 35/ 12-2. Ensuite in: Un maître de sagesse au XXe siècle. Vjaceslav Ivanov et son temps. Paris, 1992.
- « Stéphane Mallarmé. Aspects de l’homme ». Un article inédit de René Ghil. In : Russies : Mélanges offerts à Georges Nivat pour son soixantième anniversaire. Lausanne. L’Age d’homme. 1995, pp. 151-187.
- René Ghil, censeur de Mallarmé. – Bulletin d’études parnassiennes et symbolistes. 1998, No. 21. Printemps, pp. 41-48.
- Mallarmé a-t-il tout imaginé ? Le sonnet du Cygne et le « Vilain petit canard ». – French Studies Bulletin. A Quarterly Supplement (Glasgow). 1998, No. 68, Autumn, pp.6-10.
- Léon Tolstoï, Mallarmé et « la maladie de notre temps » (Лев Толстой, Малларме и « болезнь времени»). – Revue des Études slaves, 1999, tome 71, fasc. 2, pp. 333-358. (En langue russe). En langue anglaise: Tolstoy, Mallarmé and the «Sickness of our Time». In: Mallarmé in the Twentieth Century, ed. by Robert Greer Cohn, London, Associated University Presses, 1998, pp. 235-263.
- (ru) Une lettre inédite de N. Goumilev (Неопубликованное письмо Н. Гумилева), publication, commentaires et notes de Roman Doubrovkine. – Revue des études slaves, 1999, 71 (1), pp. 159-68.
- À la périphérie de l’Alliance franco-russe. Histoire d’un banquet (На периферии франко-русского альянса. История одного банкета). – Cahiers du Monde russe, 2001, 43, 2-3, avril-sept. (En langue russe). En langue française : Le télégramme de Mallarmé à Souvorine : l'histoire d'un banquet. – Histoires littéraires, 2000, vol. 1, nº 3, pp. 85-93[1],[2]
- (ru) La Poésie française dans « La Balance » : Brioussov et René Ghil (Французская поэзия в «Весах»: Брюсов и Рене Гиль. – Revue des études slaves, 2004, 1.
- René Ghil et Valéri Brioussov. Chronique d’une correspondance (Рене Гиль и Валерий Брюсов. Хроника одной переписки). (En langue russe) – Toronto Slavic Quarterly, 24, 2005.